# 메가로돈 2: 더 트렌치
《메가로돈 2》(영어: Meg 2: The Trench) 2023년 개봉한 SF 액션 영화이다. 벤 휘틀리가 감독을 맡았으며, 2018년 영화 《메가로돈》의 후속 작품이다.  메가로돈 2: 더 트렌치는 Warner Bros. Pictures가 2023년 8월 4일 미국에서 개봉할 예정이다.

## 출연
- 제이슨 스테이섬 - 조너스 테일러
- 우징 - 장주밍
- 멜리산티 마후트 - 리가스
- 소피아 차이 - 장메이잉
- 페이지 케네디 - 디제이
- 세르히오 페리스멘체타 - 몬테스
- 스카일러 새뮤얼스 - 제스
- 클리프 커티스 - 제임스 매크리디스
- 시에나 길러리 - 드리스콜